# Zimski večeri
Knjiga je delo Josipa Stritarja. Napisal jo je leta 1902. Že z naslovom jo je namenil »odrasli« mladini. Zamislil si jo je kot zbornik vzgojnih rekov, Drobnice, in pesmi o bolj ali manj zanimivih pojavih v naravi in kmečkih družinah. Zbirka vsbuje tudi basni, verificirane povestice in uganke, ki dajejo knjigi izrazito vzgojni smisel.